# 文英清韓
文英清韓（ぶんえいせいかん、永禄11年（1568年）- 元和7年3月25日（1621年5月16日））は、安土桃山時代から江戸時代初期にかけての臨済宗の僧。伊勢国奄芸郡出身で、俗名は中尾重忠。諱は清韓。「文英」は字。号は不放子。

## 生涯
出家した後、文禄の役では祐筆として加藤清正に従い朝鮮半島に渡った。慶長5年（1600年）に京都東福寺の長老となり、その後南禅寺の長老となった。
漢詩文に秀で、慶長19年（1614年）4月、片桐且元に命じられ京都方広寺大仏殿（京の大仏）の再建工事において梵鐘の銘文を起草したが、この銘文に不吉な語句があることを徳川家康は問題視し、大仏開眼供養の中止を求めた（方広寺鐘銘事件）。同年8月には且元に同行して駿府へ弁明に向かい、清韓自身は家康の諱を祝意として「かくし題」とした意識的な撰文である（「国家安康と申し候は、御名乗りの字をかくし題にいれ、縁語をとりて申す也」）と弁明しているが、五山の僧の答申はいずれも当時の諱の扱いに対する常識や礼儀として問題視し（『摂戦実録』）、諱を避けなかったことについて五山僧から非難されている。
清韓の真意がいずれにせよ、事態は鐘銘問題から徳川家と豊臣家との対立に発展。大坂の陣の遠因となった。この責任から、清韓もまた連座となる形で南禅寺から追放され、住坊の天得院は一時廃絶の憂き目にあっている。8月28日、天下一の茶人で交友が深かった古田織部が清韓を茶席に招いて鐘銘事件について慰めるも、それが幕府側の耳に入る所となり叱責されてしまった。

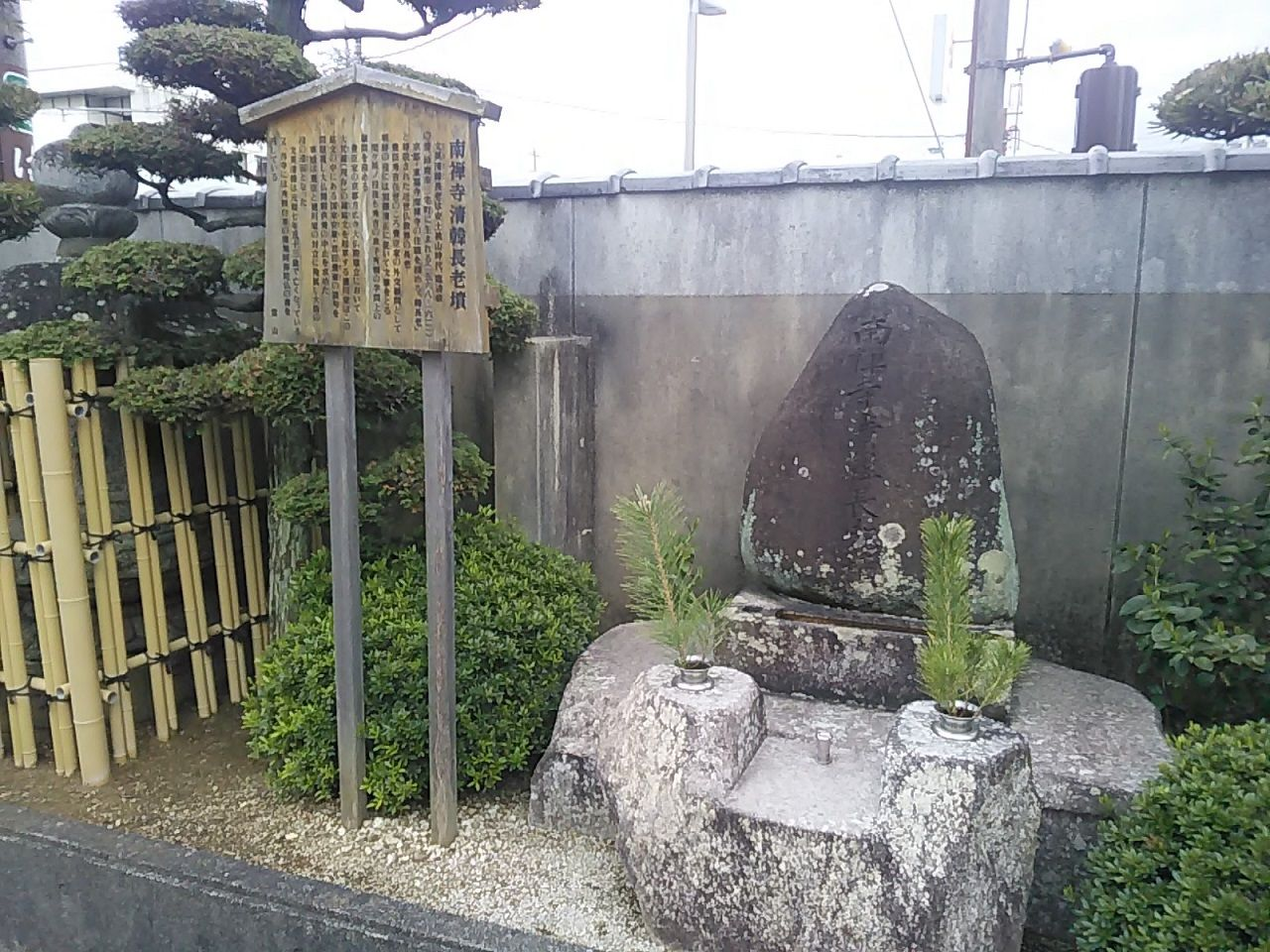
文英清韓の墓(津市上宮寺)

その後、大坂の陣にあたっては行き場のない身だった事から大坂城に篭もり、戦後には命辛々逃亡したが、結局は捕らえられ、駿府で拘禁の身となる。しかし、蟄居中に林羅山と知り合った事が命拾いとなり、後に羅山や自身を糾弾していた本多正純の父・本多正信の取りなしにより許され、元和7年（1621年）に没している。 墓所は津市上宮寺。